# NGC 2600
NGC 2600 је спирална галаксија у сазвежђу Велики медвед која се налази на NGC листи објеката дубоког неба.
Деклинација објекта је + 52° 42' 55" а ректасцензија 8h 34m 44,8s. Привидна величина (магнитуда) објекта NGC 2600 износи 14,2 а фотографска магнитуда 15,0. Налази се на удаљености од 160,620 милиона парсека од Сунца. NGC 2600 је још познат и под ознакама UGC 4475, MCG 9-14-68, CGCG 263-55, PGC 24082.